# Donacaula caminarius
Donacaula caminarius là một loài bướm đêm trong họ Crambidae.